# ميل بروك
ميل بروك هو منافس ألعاب قوى كندي، ولد في 3 فبراير 1888 في أونتاريو في كندا، وتوفي في 4 أكتوبر 1956.

## وصلات خارجية
- ميل بروك على موقع أوليمبيديا (الإنجليزية)